# (13634) 1995 WY41
(13634) 1995 WY41 là một tiểu hành tinh vành đai chính. Nó được phát hiện bởi Seiji Ueda và Hiroshi Kaneda ở Kushiro, Hokkaidō, Nhật Bản, ngày 16 tháng 11 năm 1995.